# كريس بوث
كريس بوث (بالإنجليزية: Chris Booth)‏ هو نحات نيوزلندي، ولد في 30 ديسمبر 1948 في Kerikeri ‏ في نيوزيلندا.